# Wapen van Sint-Pieters-Leeuw

Wapen van Sint-Pieters-Leeuw (sinds 1978).

Het wapen van Sint-Pieters-Leeuw is het heraldisch wapen van de Vlaams-Brabantse gemeente Sint-Pieters-Leeuw.

## Blazoenering
De officiële beschrijving van het wapen luidt als volgt:
Een klimmende leeuw van keel in een veld van zilver met vóór hem, een sleutel van sinopel voorzien van vijf tanden in het sleutelblad, de baard naar rechts gericht.— - Koninklijk Besluit van 23 mei 1978.

## Geschiedenis
Na de fusie van Sint-Pieters-Leeuw met Oudenaken, Ruisbroek, Sint-Laureins-Berchem en Vlezenbeek op 1 januari 1977, werd door de gemeenteraad besloten een nieuw wapen aan te vragen. Zij baseerden zich op het oude wapen van Sint-Pieters-Leeuw dat dateerde uit 1819 en pasten dit aan naar de historische zegels van Sint-Pieters-Leeuw door een sleutel toe te voegen. Het is een sprekend wapen met de sleutel van Sint-Pieter en de leeuw. De vijf tanden van de sleutel verwijzen naar de vijf deelgemeenten van de fusiegemeente.